# Državna cesta Novog Meksika br. 185
Državna cesta Novog Meksika br. 185 (eng. New Mexico State Road 185, NM 185), državna cesta u američkoj saveznoj državi Novom Meksiku. Duga je 56,966 km. Održava ju NMDOT. Proteže se kroz okrug Doña Ana. Važnija križanja su s NM 320, NM 158, kod Radium Springsa s NM 157 (na I-25 i US 85), NM 140 (na I-25 i US 85), NM 154 i NM 26. Južni izlaz je na US Route 70 u Novom Meksiku u Las Crucesu, gdje je i sjeverni izlaz s Državne ceste Novog Meksika br. 188. Sjeverni izlaz s NM 185 je u Hatchu, gdje je zapadni izlaz s državne ceste Novog Meksika br. 154 i na državnu cestu Novog Meksika br. 26. Državna cesta Novog Meksika br. 185 nekad je bila dijelom trase US Route 85 kroz Novi Meksiko. 